# クオラス
株式会社クオラス（英: Quaras Inc.）は、フジサンケイグループ及び芙蓉グループに属する日本の広告代理店。フジ・メディア・ホールディングスの連結子会社。エンタテインメント分野に強みを持つ。

## 概要
市場の変化に対応すると共に、経営の効率化や新たな広告事業への進出などを図ることを目的としてフジサンケイグループの広告代理店であるニッポン放送グループのビッグショット、産経新聞グループのフジサンケイアドワーク、フジテレビグループのティーコムコーポレーション、フジサンケイグループと芙蓉グループ6社の共同出資の富士アドシステムの4社が、ビッグショットを存続会社として合併し2007年10月1日に設立された。
業務としてはこれまでの4社が行ってきた広告代理店業務・出版業務・マネジメント業務・番組制作業務などを引き継いだ。なお、合併時点ではそれまでの4社の旧オフィスで業務を行っていたが、同年12月には本社を東京都品川区大崎二丁目のThinkParkに移転統合した。
前身のビッグショット時代から映画・アニメなどエンターテイメント産業を中心に制作参加している。アニメではフジテレビ系列以外のテレビ東京や読売テレビ、TBSテレビや毎日放送、独立局の深夜アニメ制作にも参加している。
また近年は日本企業の海外でのPR・宣伝活動は勿論、政府が推進している「クールジャパン政策」の元でコンテンツの海外展開支援プロジェクトへの参画や国際イベントに参画して観光誘致を推進するなど、海外での事業にも積極的に取り組んでいる。
2014年10月1日、協同廣告を吸収合併。
『ラブライブ!シリーズ』他、他社版権のオリジナル商品を販売する通信販売サイト「mirai things」を運営している。